# Sorokpolány, Vas
Sorokpolány  este un sat în districtul Szombathely, județul Vas, Ungaria, având o populație de 830 de locuitori (2011). 

## Demografie
Componența etnică a satului Sorokpolány
     Maghiari (97,65%)
     Romi (1,83%)
     Germani (0,52%)
Componența confesională a satului Sorokpolány
     Romano-catolici (67,47%)
     Fără religie (6,39%)
     Reformați (4,34%)
     Luterani (1,08%)
     Necunoscută (20,12%)
     Atei (0,6%)
     Alte religii (1,81%)
Conform recensământului din 2011, satul Sorokpolány avea 830 de locuitori. Din punct de vedere etnic, majoritatea locuitorilor (97,65%) erau maghiari, cu o minoritate de romi (1,83%).  Din punct de vedere confesional, majoritatea locuitorilor (67,47%) erau romano-catolici, existând și minorități de persoane fără religie (6,39%), reformați (4,34%) și luterani (1,08%). Pentru 20,12% din locuitori nu este cunoscută apartenența confesională.